# 北方ルネサンス建築
北方ルネサンス建築（ほっぽうルネサンスけんちく）は、アルプス山脈以北に伝播したルネサンス建築を便宜的にまとめたもの。

## 概説
フィレンツェでルネサンス建築が開花した15世紀、他のヨーロッパ諸国はゴシックの世界にあり、ハンガリーやロシアを除けば、イタリアの建築思想の痕跡は見られないが、16世紀初期に王侯貴族によってラテン文学が積極的に導入されるようになると、これにともなってイタリアで培われたルネサンス建築の意匠も紹介され、東欧諸国、フランス、ドイツ、オランダ、スペイン、そしてイギリスに新しいデザインの着想をもたらした。しかし、後のバロック建築や新古典主義建築と比較すると、ヨーロッパ諸国に与えたルネサンス建築の影響力は、その範囲がかなり限定されている。これには、二つの事象が大きく影響している。
第一に、イタリア以外の建築家や職人にとって、古典主義の簡潔な装飾を模倣することは容易な作業であったが、古典主義の思想や理論を表現することは難しかったという点である。イタリアの建築書が紹介されることもあったが、ローマ建築を目にする機会は得られず、また、ゴシックの芸術的伝統をなかなか棄てることもできなかった16世紀初期の時点で、彼らはどうにか擬似的な古典主義を表現するにとどまっていたにすぎず、君主たちはどうしても洗練されたイタリアの建築家を雇わざるを得なかった。そしてこれは、君主の間で芸術家を獲得するための競争が過熱する要因になった。イタリアに旅行し、イタリアの建築書を読んだフェリベール・ド・ロルムやイニゴー・ジョーンズのような建築家たちの作品が現れるのは、16世紀後期から17世紀初期になってからである。
第二は、各国の政治的状況である。フランス王国はスペイン王国とイタリアの領地獲得をめぐる紛争状態（イタリア戦争）にあり、16世紀後半には大規模な内戦（ユグノー戦争）に突入する。スペイン王国は黄金期であったが、神聖ローマ帝国は 宗教改革による動乱の渦中にあったうえに、オスマン帝国の脅威（第一次ウィーン包囲）に曝されていた。加えてネーデルランドの諸都市による八十年戦争も勃発するなど、問題を抱えていた。イングランドは比較的安定していたものの、エリザベス1世の方針により、16世紀後半はほとんど諸外国との関係を断っており、イングランド国教会もカトリック教会とは分断されていた。このような状況がルネサンス建築の導入を難しくさせる要因となっていた。

## 各国のルネサンス建築

### 中欧諸国のルネサンス建築
ハンガリー王国、モスクワ大公国、ポーランド王国、オーストリア公国などの中欧諸国は、西ヨーロッパの国々に比べるとルネサンス建築の導入はずっと早く、特に1458年から1490年にわたるマーチャーシュ1世治下のハンガリー王国では、豊かなルネサンス芸術が花開いた。

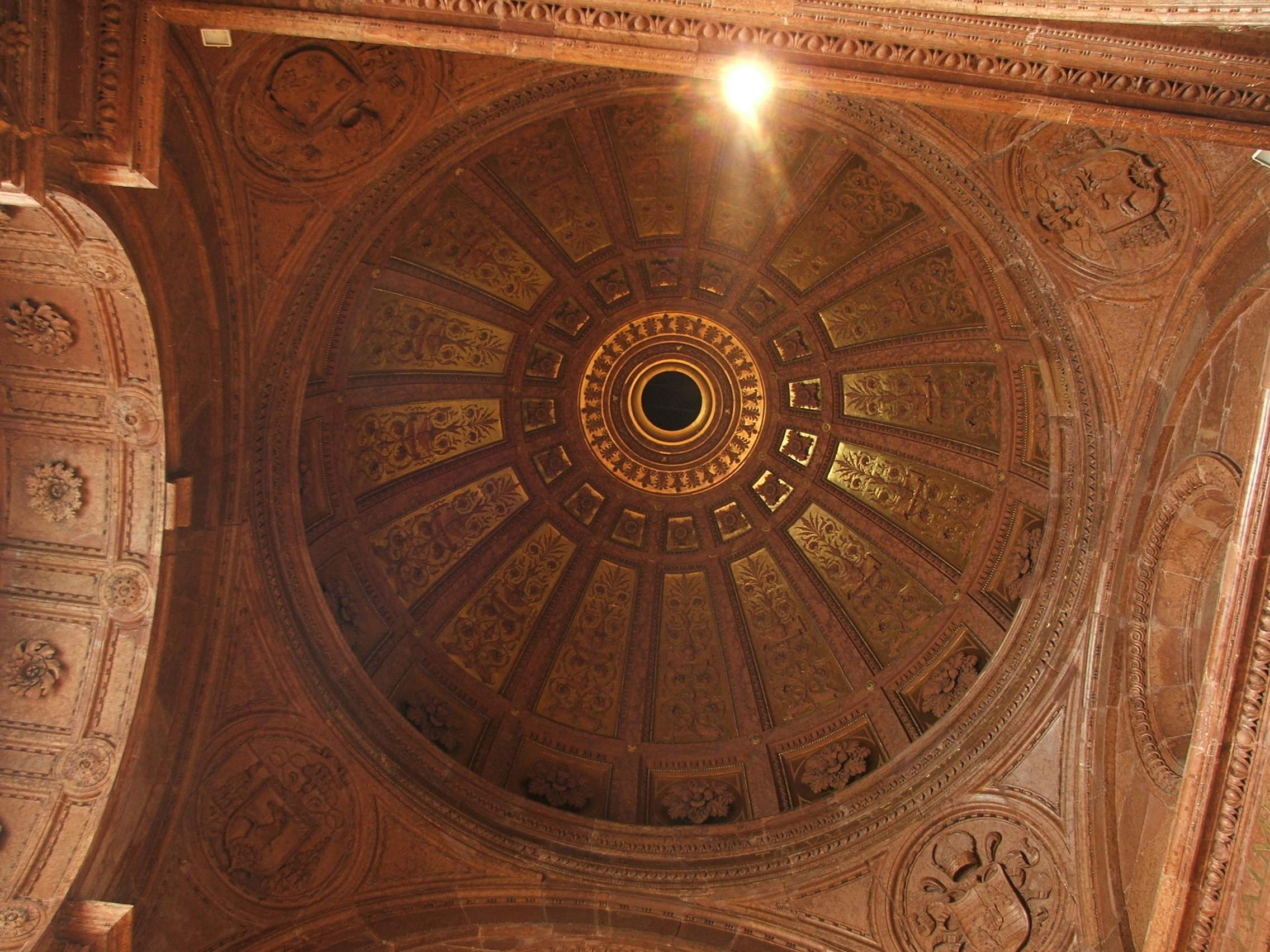
バコーツ礼拝堂

マーチャーシュはブダの王宮にイリアから石工や彫刻家を招き、多くの仕事をさせたことが、ブダ城やヴィースグラード城の発掘により証明されている。マーチャーシュの後を継いだボヘミア王ウラースロー2世もまた、ルネサンス建築を取り入れ、1506年にエステルゴム大聖堂のバコーツ礼拝堂を起工する。この建築は、平面も装飾においてもルネサンス建築として成立しているものであった。彼はプラハの宮廷にもルネサンス建築を取り入れ、プラハ城のウラディスラフ・ホールや、クラクフのヴァヴェル城の増築部分に古典的なモティーフをちりばめた。ヴァヴェル大聖堂のジギスムンドの霊廟は、フィレンツェ出身の建築家が起用され、ルネサンス建築として建設されている。
しかし、マーチャーシュ、ウラースロー2世の死後、ハンガリー王国は急速に衰え、1526年のモハーチの戦いで決定的敗北を喫すると、その領土の大部分をオスマン帝国に奪われてしまった。この結果、ハンガリー王国でのルネサンス建築の活動も衰退する。
マーチャーシュに召還された技術者たちのひとりロドルフォ・ディ・フィオラヴァンティは、イヴァン3世に招かれてモスクワ大公国に赴き、モスクワにおいて1475年にウスペンスキー寺院を、1504年頃にサンクト・ミハエル大聖堂をそれぞれ起工した。しかし、これらの建物の平面計画そのものには手をつけず、伝統的なビザンティン建築の要素は完全には放棄されなかった。クレムリンの造営には、マルコ・ルッフォやピエトロ・ソラーリ、アルヴィン・ヌヴォら他のイタリア人建築家も参画し、グラノヴィータヤ宮殿のほかアルハンゲリスキー寺院の建設が行われていたが、設計方法はよく似たものであった。

### フランス王国
地理的にも近く、多くの芸術家が渡ってきたフランス王国では、ルネサンスの造形は比較的早く吸収された。フランスでのルネサンス建築はおおよそ3段階に分けられる。
第1の段階は、フランソワ1世がレオナルド・ダ・ヴィンチらイタリアの芸術家をフランスに招いた時期である。一般にロワール派と呼ばれるのは、その形態が表現されたのが、もっぱらミラノ公国占有の前哨基地となったロンバルディア地方のロワール川沿いに限られたものだったからである。
古典主義の意匠は宗教建築には取り入れられなかったが、フランソワ1世がイタリア芸術の愛好者であったので、シャンボール城（1519年起工）やブロワ城館のフランソワ1世の翼屋（1525年）など、城館や邸宅、邸館において表現された。ここで好まれた複雑な螺旋階段は、当時この地方に滞在し、死去したレオナルド・ダ・ヴィンチの影響によるものと思われる。また、シャンボール城城では、建築家ドメニコ・ダ・コルトーナも関わっている。この時期、フランスにアンドレア・デル・サルト、ベンヴェヌート・チェッリーニらイタリア人芸術家が滞在したが、彼らは大きな成功を収めることができなかった。
フランス・ルネサンスの第2段階は、フランソワ1世晩年の時期にあたる。ロッソ・フィオレンティーノとプリマティッチオが活動し、いわゆるフォンテーヌブロー派と呼ばれる芸術活動が行われた。彼らのように、イタリアから渡ってきた建築家たちは、当初、透視画法と絵画に優れた人としかみなされず、職人たちと対立した。しかし、イタリアの表現方法が学ばれるようになると、やがてフランス独自の建築を構成することになる。
この時期の最も重要な建築物は、何と言ってもフォンテーヌブロー城館である。元来は狩猟用の小さな城郭にすぎなかったが、ジル・ル・ブルトンの手によって1528年から大改装され、ポルト・ドレー、そして後にロッソ・フィオレンティーノによって内装が行われるフランソワ1世のギャラリーが建てられた。ロッソと、数年遅れてプリマティッチオがフランスにやって来ると、フランスでの装飾の趣味は劇的に変化した。以後1世紀に渡り、ヨーロッパの宮廷で愛好され続けた絵画を取り囲む複雑な縁取り「スプラットワーク」などは、その端的な例となっている。しかしながら、これらの内部装飾は、建築の形態を決定づけるものではなく、建築のうえでは決定的影響を与えたものとは言い難い。

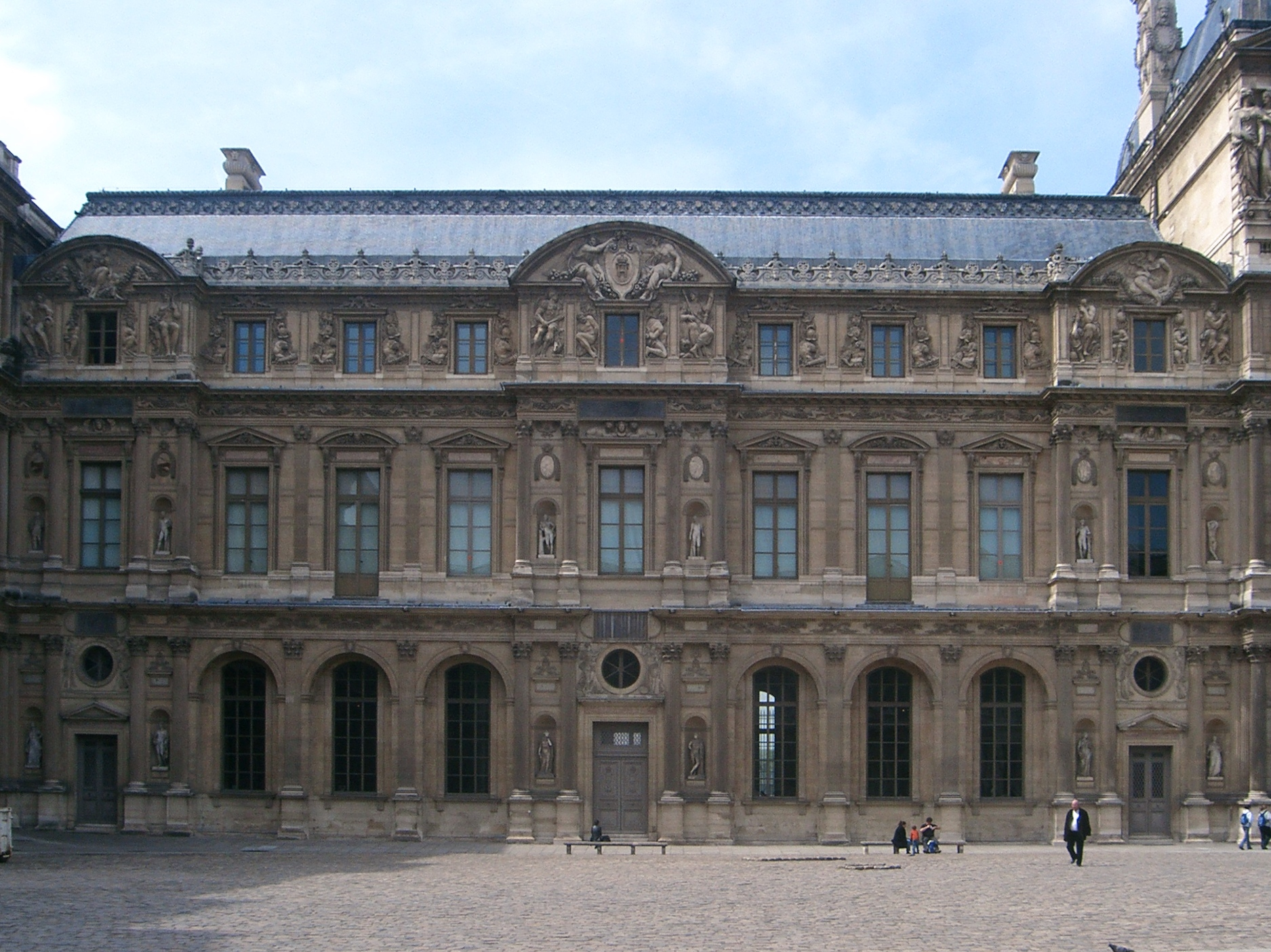
ルーヴル宮殿のクール・キャレ

フランスでルネサンス建築が定着するのは、1540年以後である。この年は、イタリアに留学していたフェリベール・ド・ロルムがパリに戻り、活動を開始した時期にあたり、また、セバスティアーノ・セルリオが宮廷建築家としてイタリアから招かれた年でもあった。セルリオはアンシィ・ル・フラン城館など、いくつかの建築を設計するとともに、1542年には建築論を出版。フランス建築に大きな衝撃を与えることになった。彼の建築書には豊富な図版が載せられていたが、古典主義の情報媒体としては不正確な部分や漠然とした部分が多く、あまりできのよいものではない。しかし、それが結果的にイタリアの古典主義を曖昧にする役割を果たし、北ヨーロッパへの古典主義の導入を押し進めることになった。
フランスでのルネサンス建築の達成となる最初の作品は、ルーヴル宮殿である。1546年、フランソワ1世によって1527年に計画されていた再建工事が開始された。建築を主導したのはピエール・レスコーで、今日、クール・キャレと呼ばれる部分の造営にあたっている。レスコーは石工などの建築職人の出身ではなく、またイタリアに出向いたことはないとう特異な経歴の持ち主であったが、古典主義を源泉としながら、イタリア的ではないデザインを表現した。
フェリベール・ド・ロルムは、イタリアで修行したが、フランス独自の古典主義建築を確立することに成功した建築家である。アネ城館は、今日、主門と礼拝堂、正面玄関が断片的に残るのみだが、正面玄関は、それぞれドーリア式、イオニア式、コリント式の柱を重ねたもので、この着想はイタリアのルネサンス建築に由来する。しかし、イタリア的なデザインではなく、また、装飾豊かなレスコーのルーヴル宮殿のデザインとも違った趣を持っている。カトリーヌ・ド・メディシスに雇われてチュルリー宮殿の建造を行うなど、フランスの古典主義建築の確立に寄与したが、今日、彼の作品はほとんど残っていない。
ジャン・ビュランは、ド・ロルムよりも若干若いが、同世代と言える建築家である。彼もまた、イタリアに留学した建築家で、ド・ロルムが失脚した後、彼の役職と仕事を全て受け継いだ。エクーアン城館やシャンティイ城館などの設計を行い、フランス風のルネサンス建築を設計していく。しかし、彼の作品もまた、残っているものは少ない。

### イギリスのルネサンス建築
イギリスでのルネサンス建築の導入については、初期に大変厳しくあった。イタリアからの地理的な遠さもさることながら、宗教改革による影響が大きく、導入を阻んでいた。特にイタリアの建築家たちによる建築書が全く紹介されなかったわけではないが、16世紀半ばに至るまで、イギリス建築はほとんど鎖国に近い状態であったという。
1530年代から1620年代にかけて、ようやくルネサンスらしき様式が導入されるようになるが、フランス、オランダ、ドイツを経由して屈曲したものであり、ゴシック様式の伝統は、イギリスでは根強く決して死に絶えることはなかった模様である。例えば、1556年に起工したバーリィ・ハウスでは、フランスの凱旋門とイギリスの伝統的装飾を、オランダの職人が製造するという恐るべき混淆がなされていることから窺える。トッリジアーノやジョン・シュートといった建築家たちは、イギリスにおけるルネッサンスの導入に多少の影響を与えたようであるが、決定的な大転換には至らなかった。
しかし17世紀に入ると、イニゴー・ジョーンズによって、イタリアのルネサンス建築は、ほぼそのまま持ち込まれるようになった。例えば1616年起工のクイーンズ・ハウスや1619年起工のバンケティング・ハウスは、彼の建築家としての力量を端的に示している。このように、イニゴー・ジョーンズは近代的な意味でのイギリスにおけるはじめての建築家であったといえる。

## 主要建築物

### フランス
- 1515年起工・1525年完成　ブロワの城館北翼屋
- 1519年起工・1537年完成　シャンボールの城館（ドメニコ・ダ・コルトーナ設計）
- 1528年起工・1540年完成　フォンテンブローの城館（ジル・ル・ブルトンおよびイル・ロッソ設計）
- 1546年起工　ルーヴル宮殿のクール・キャレ（ピエール・レスコーおよびジャン・グジョン設計、パリ）
- 1547年起工・1552年完成　アネの城館（フェリベール・ド・ロルム設計、現在ファサードはパリのエコール・デ・ボザールに移築）
- 1548年起工・1549年完成　イノサンの泉（ジャン・グジョン作成、パリ）
- 1554年起工　オテル・カルナヴァレ（ピエール・レスコー設計、パリ）

### スペイン
- 1528年起工　グラナダ大聖堂（ディエゴ・デ・シロエ設計[2]、グラナダ）
- 1526年起工・1616年完成　アルハンブラのカルロス5世宮殿（ペドロ・マチューカおよびルイス・マチューカ設計、グラナダ）
- 1563年起工・1586年完成　エル・エスコリアル（ファン・バウティスタ・デ・トレードおよびファン・デ・エレーラ設計）

### ドイツ
- 1556年起工・1563年完成　ハイデルベルク城のオットハインリヒスバウ
- 1569年起工　古代美術館（ヴィルヘルム・エックル設計、ミュンヘン）
- 1583年起工・1597年完成　ザンクト・ミヒャエル聖堂（ヴォルフガング・ミラーおよびフリードリッヒ・ズストリス設計、ミュンヘン）
- 1615年起工・1620年完成　アウクスブルク市庁舎（エリアス・ホル設計、アウクスブルク）
- ニュルンベルク市庁舎

### オランダ
- 1530年起工・1534年完成　デ・ザルム（トンマーゾ・ヴィンチドール設計、メヘレン）
- 1561年起工・1565年完成　アントウェルペン市庁舎（コルネリス・フロリス・デ・フリーント設計、アントウェルペン）
- 1598年頃完成　計量所（リーフェン・デ・ケイ設計、ハールレム）

### イギリス
- 1556起工　バーリィ・ハウス（初代バーリー男爵ウィリアム・セシル設計、ノーサンプトンシャー）
- 1616年起工　クイーンズ・ハウス（イニゴー・ジョーンズ設計、ロンドン）
- 1607年起工・1611年完成　ハットフィールド・ハウス（初代ソールズベリー伯爵ロバート・セシルおよびイニゴー・ジョーンズ設計、ハートフォードシャー）
- 1619年起工・1622年完成　ホワイトホール宮殿のバンケティング・ハウス（イニゴー・ジョーンズ設計、ロンドン）
- 1640年頃　　リンゼイ・ハウス（イニゴー・ジョーンズあるいはジョン・ウェッブ設計、ロンドン）
- 1660年頃　　アッシュバーナム・ハウス（イニゴー・ジョーンズあるいはジョン・ウェッブ設計、ロンドン）
- 1660年頃　　エルサム・ロッジ（ヒュー・メイ設計、ロンドン）